# Confédération nationale d'unité syndicale
Pour les articles homonymes, voir CGT.
La Confederación Nacional de Unidad Sindical (CNUS - Confédération nationale d'unité syndicale) est une confédération syndicale de la République dominicaine. Elle est affiliée à la Confédération syndicale internationale et à la Confédération syndicale des travailleurs et travailleuses des Amériques.

## Historique
En 1972, la Central General de Trabajadores (CGT - Centrale générale des travailleurs) se constitue comme un groupe interne à la Confédération autonome syndicale classiste dont elle se sépare lors du cinquième congrès de la CASC en février 1972. La CGT connait ensuite de nombreuses scissions.
En 2005, la CGT fusionne avec la Central de Trabajadores Unitaria (CTU - Centrale des travailleurs unitaire) pour former la Confédération nationale d'unité syndicale.